# Ferrocarril de Hornos

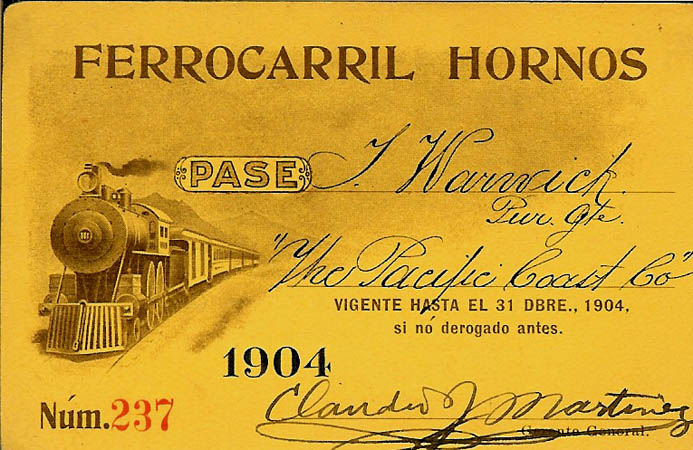
Jahresfahrkarte, 1904

Die Ferrocarril de Hornos war eine 610 mm (2 ft) Schmalspurbahn der Hacienda de Hornos in Mexiko. 
Die Hacienda de Hornos war eine große Getreide- und Rinderfarm im südwestlichen Coahuila bei Torreón. Die Linie erstreckte sich über 51 km von einer Übergabestelle mit der Mexican International Railway bei Hornos durch die Hacienda de Hornos nach Alamito mit einer 4 km langen Abzweigung zu einer Übergabestelle mit der Ferrocarril Coahuila y Pacifico bei Viesca. Der Bau begann 1902 bei Hornos in 1902, und der Fahrbetrieb mit gemischten Personen- und Güterzügen begann 1904 mit zwei Zügen täglich in jede Richtung zwischen Hornos und Viesca. 
Die Eisenbahn wurde 1914 während der Mexikanischen Revolution beschädigt. Der letzte Fahrplan wurde 1930 für einen gemischten Zug pro Tag ohne Verbindung nach Alamito veröffentlicht. Die Eisenbahnlinie verschwand nach 1945 aus den Regierungsdokumenten.

## Lokomotiven
| Nummer | Hersteller               | Typ           | Datum  | Werknummer | Bemerkungen                                                                                                 |
| ------ | ------------------------ | ------------- | ------ | ---------- | --- |
| 1      | H. K. Porter             | C (0-6-0T)    |        |            | |
| 2      | Baldwin Locomotive Works | 1'B (2-4-0)   | 8/1902 | 20871      | Name: Adela                                                                                                 |
| 3      | Baldwin Locomotive Works | 1'C (2-6-0)   | 3/1903 | 21823      | Name: Concepción, verkauft im Sept. 1909 an die Godchaux Zuckerfabrik als Elm Hall and Foley Railroad Nr. 7 |
| 4      | Baldwin Locomotive Works | 1'D'1 (2-8-2) | 3/1903 | 21825      | Name: Juana                                                                                                 |